# Zpívající revoluce
Jako zpívající revoluce se označuje postupný nenásilný politický převrat v Estonsku, Lotyšsku a Litvě v letech 1987 až 1990, který vedl k obnovení suverenity těchto tří států po období sovětské okupace. Termín byl poprvé použit estonským aktivistou a umělcem Heinzem Valkem v článku, jenž vyšel týden po 10. a 11. červnu 1988, kdy proběhla masová noční zpěvná demonstrace na jednom z tallinnských festivalů.